# Palazzo Canavese

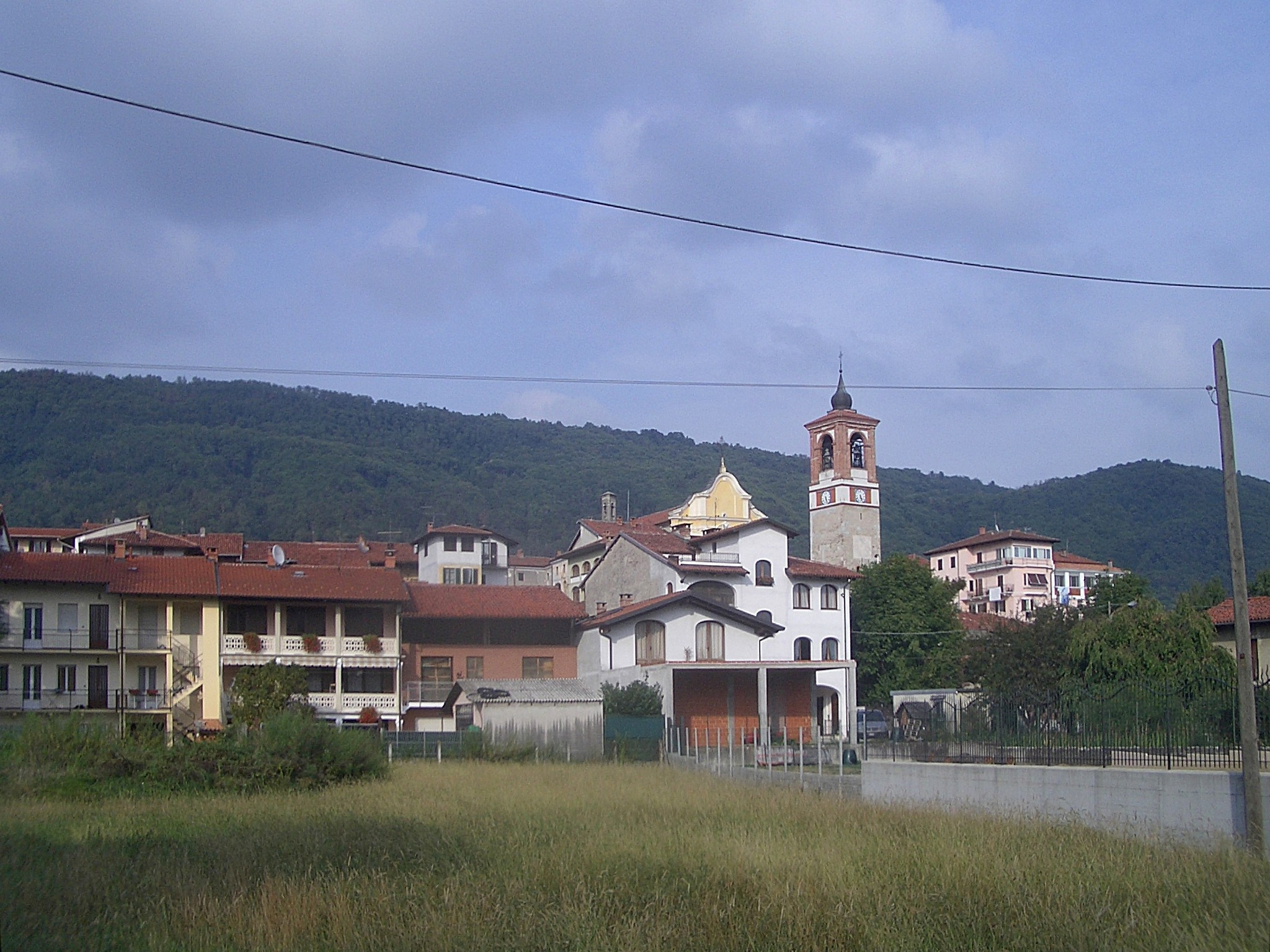
Palazzo Canavese

Palazzo Canavese is een gemeente in de Italiaanse provincie Turijn (regio Piëmont) en telt 826 inwoners (31-12-2004). De oppervlakte bedraagt 5,1 km², de bevolkingsdichtheid is 162 inwoners per km².

## Demografie
Palazzo Canavese telt ongeveer 370 huishoudens. Het aantal inwoners daalde in de periode 1991-2001 met 2,4% volgens cijfers uit de tienjaarlijkse volkstellingen van ISTAT.
| Jaar | Inwoneraantal |
| ---- | ------------- |
| 1991 | 801           |
| 2001 | 782           |

## Geografie
Palazzo Canavese grenst aan de volgende gemeenten: Bollengo, Piverone, Magnano (BI), Albiano d'Ivrea, Azeglio.
1. ↑  https://demo.istat.it/?l=it.